# James Hype

James Hype treedt op tijdens Freaks Of Nature Festival (2023)

James Edward Lee Marsland (26 november 1989), professioneel bekend als James Hype, is een Engelse dj en platenproducent afkomstig uit Wirral, Merseyside, Engeland.

## Carrière
James Hype ontdekte online muziek op 13-jarige leeftijd. Dit leidde ertoe dat zijn ouders hem op zijn 15e verjaardag een set dj-decks kochten. Op 16-jarige leeftijd kreeg Hype zijn eerste residency, als warm-up dj bij Destiny, een elite nachtclub in Cheshire Oaks.
Op zijn achttiende begon Hype als dj te draaien in verschillende clubs en bars in Merseyside en Noord-Engeland. Zijn doorbraak kwam in 2017 met de release van de single "More than Friends". In het daaropvolgende jaar sloeg hij de handen ineen met Craig David voor de single "No Drama". Echter, zijn grootste bekendheid vergaarde hij met zijn hits "who does this?" en de single "Ferrari" uit 2022, die de top van de hitlijsten in Nederland, Italië en België bereikte. In 2023 scoorde hij weer een hit met de single "Drums", een samenwerking met Kim Petras.
Naast zijn muzikale successen presenteerde Hype een laatavond-radioshow op KISS FM van juli 2017 tot november 2019. Zijn invloed strekt zich ook uit tot de wereld van dj-apparatuur, waar hij fungeert als ambassadeur voor Pioneer DJ, met een prominente aanwezigheid in hun online video's.

## Stereohype
James Hype is de oprichter van het platenlabel Stereohype, dat voor het eerst actief was in 2020. Uitgebrachte werken zijn onder andere die van producers R3WIRE, Tita Lau, Zurra, Dots Per Inch, Roxe en More Than Friends.
Gijs Alkemade · 
Alok · 
Claptone · 
Hielke Boersma · 
Max Bolhuis · 
Thomas van Empelen · 
Sam Feldt · 
Fedde le Grand · 
Jochem Hamerling · 
Lars van Heeswijk · 
Oliver Heldens · 
Anoûl Hendriks · 
James Hype · 
Eelke Kleijn ·  
Julia Maan · 
Mau P · 
R3hab · 
Nicky Romero · 
Franky Rizardo · 
Erik-Jan Rosendahl · 
Raoul Schram · 
Secret Cinema · 
Solardo · 
Dimitri Vegas & Like Mike · 
Vintage Culture · 
Joris Voorn · 
Jarno van der Wielen · 
Mike Williams · 
Olivier Weiter · 
Patrick Wolda

lijst van huidige en voormalige dj's van SLAM!